# 八星集团
八星集团是印尼最大的矿业资源公司之一。集团涉及在印尼，所罗门群岛，和缅甸的开采及冶炼业务。莫罗瓦利工业园是集团的股东之一。

## 组织
八星集团与印度尼西亚国民军有紧密联系。

## 矿业资产
八星集团在拉纳尔岛拥有铝土矿资源。

## 历史
2015年，八星集团与青山控股集团在莫罗瓦利工业园合作创建价值十亿美元的镍矿冶炼项目。2022年, 八星集团拥有工业园33.75%的股份。